# Vlčí Doly
Vlčí Doly (německy Wolfsgruben) jsou vesnice, část obce Věžky v okrese Kroměříž ve Zlínském kraji. Nacházejí asi dva kilometry severozápadně od Věžek. Žije zde 73 obyvatel.
Je zde celkem 50 objektů k bydlení, z nichž trvale obydlených je 29, pro rekreační účely jich slouží 19 a prázdných domů či domů určených k prodeji jsou 2.[kdy?] Dále se ve vsi nachází dva obecní objekty pro kulturní či společenskou činnost (budova bývalé radnice č. 37, „chata“ č. 10) a kaplička. Vedena jsou ještě dvě čísla popisná, která již k bydlení neslouží, a to č. 1 (tato budova byla novým majitelem přestavěna a slouží jako hospodářské stavení) a č. 48 (po nedokončené rekonstrukci zůstala budova opuštěná a kvůli neustálému chátrání došlo k jejímu úplnému zborcení).
Vlčí Doly je také název katastrálního území o rozloze 1,61 km2.

## Geografie
Vesnice leží v malém údolíčku obklopena posledními výběžky Litenčické pahorkatiny, takřka na rozhraní tří okresů – kroměřížského, prostějovského a přerovského. Na severní straně je otevřena Hané, kdy lze za jasného počasí spatřit velkou část jejího území od Prostějova až k Přerovu či Olomouci, nebo při dobré viditelnosti dokonce i vzdálenou siluetu hory Praděd, mnohdy s bílou sněhovou pokrývkou. Skrz vesnici protéká dnes již zatrubněný potok Vlčídolka, vlévající se za Křenovicemi do říčky Hané. Pramení asi jeden kilometr za vsí v lesíku Boří pod Srnovem, s přítoky ze zmoly „pod Kozlovem“ a z vitčické zmoly a dalším přítokem vytékajícím ze studánky ve Stříbrnském lese. Je zdrojem vody i pro nově zbudovaný rybník spolu s mokřady nad vesnicí. Během léta za dlouhotrvajícího sucha prameny v Boří a ve zmole „pod Kozlovem“ často vysychají.

## Historie
Historické počátky Vlčích Dolů se jako u většiny malých vsí ztrácí v neznámu. Jméno pochází pravděpodobně od místní polohy a již ve staré německé literatuře, zvláště ve spisu Morava, se lze dočíst, že je odvozeno od jam, v nichž se při příchodu Slovanů do těchto končin zdržovali vlci. Také skutečně krajina tomu jménu odpovídala a jméno bylo pro tento kraj velmi výstižné. První písemná zmínka o vesnici pochází z roku 1377, kdy Jan „de Wlciedol“ prodal Zbyňkovi z Dřínova pět čtvrtí lánu „in Wlczidol“.

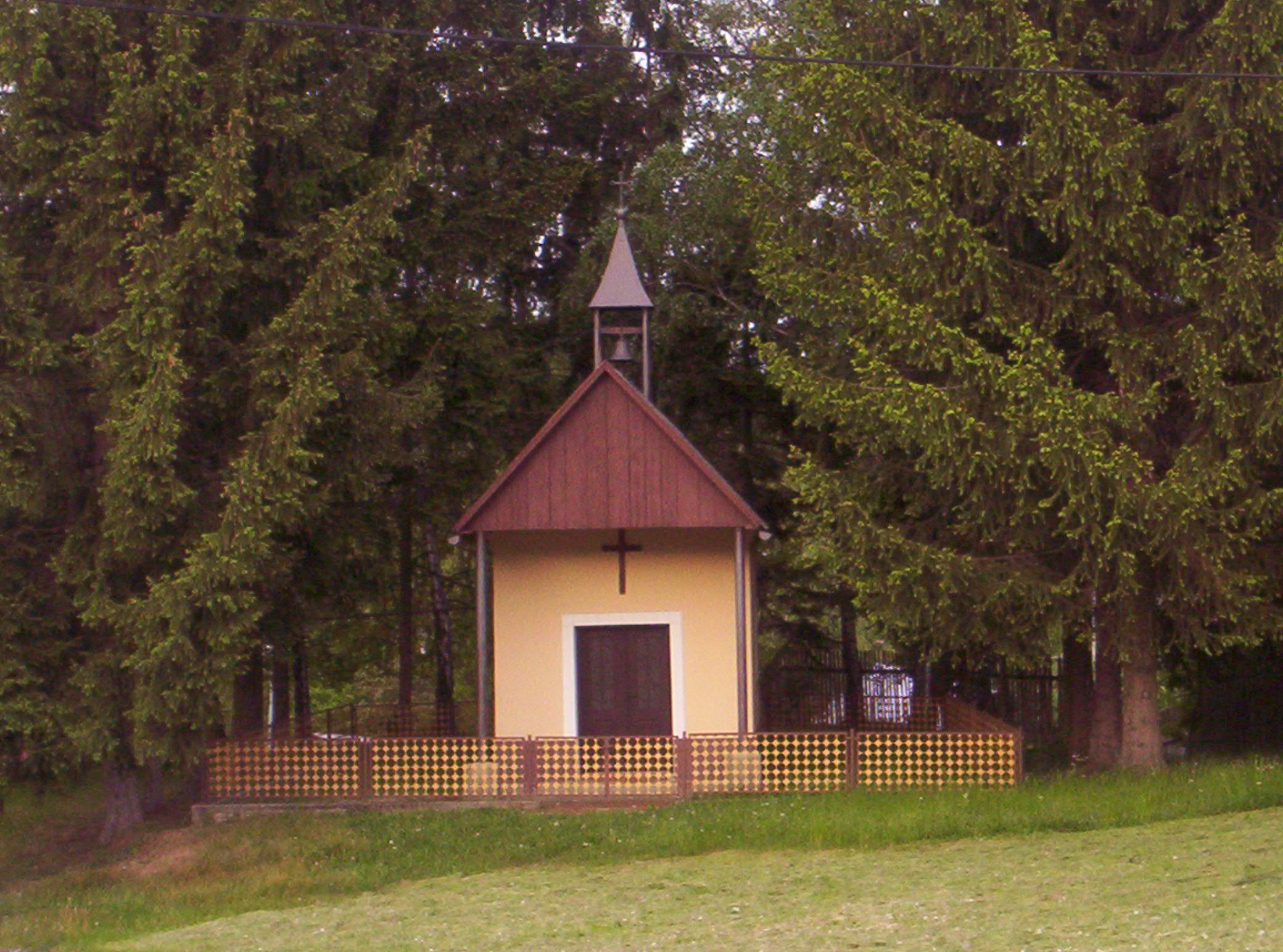
Kaplička zasvěcená sv. Anně

Ves pro svou polohu zřejmě nikdy nehrála důležitou roli a vyvíjela se poněkud zapomenutá stranou. Proto ani záznamů z historie není mnoho. Jak se lze dočíst z dostupných pramenů, měnily v dávných staletích pozemky a usedlosti i s obyvateli velice často své majitele, až nakonec byly rozděleny (snad potokem) na dvě části, z nichž jedna patřila dřínovskému a druhá věžeckému panství, až do začátku dvacátého století.
Teprve po první světové válce a vyhlášení samostatné Československé republiky došlo v obci k všestrannému rozvoji. Proběhla parcelace pozemků velkostatků Dřínov a Věžky, což spolu s předáním obecních pozemků k pronájmu místním malozemědělcům značně zlepšilo hospodářský stav v obci. Na neplodných plochách se vysazovaly ovocné stromy, převážně třešně, ale i švestky a ořechy. Osazovaly se i zmoly akáty, olšemi a topoly. Byla konečně zbudována silnice spojující Vlčí Doly s Dřínovem, neboť do té doby zůstávaly Vlčí Doly jedinou obcí tehdejšího zdouneckého okresu, do které zpevněná silnice nevedla. Taktéž řádně vyspraveny byly komunikace místní. I přes zdrženlivost občanů byla jako v jedné z posledních obcí provedena elektrizace v roce 1941 a na sklonku léta 1951 byl zaveden místní rozhlas. Přestalo se tak chodit a vyhlašovat po vsi s bubnem.

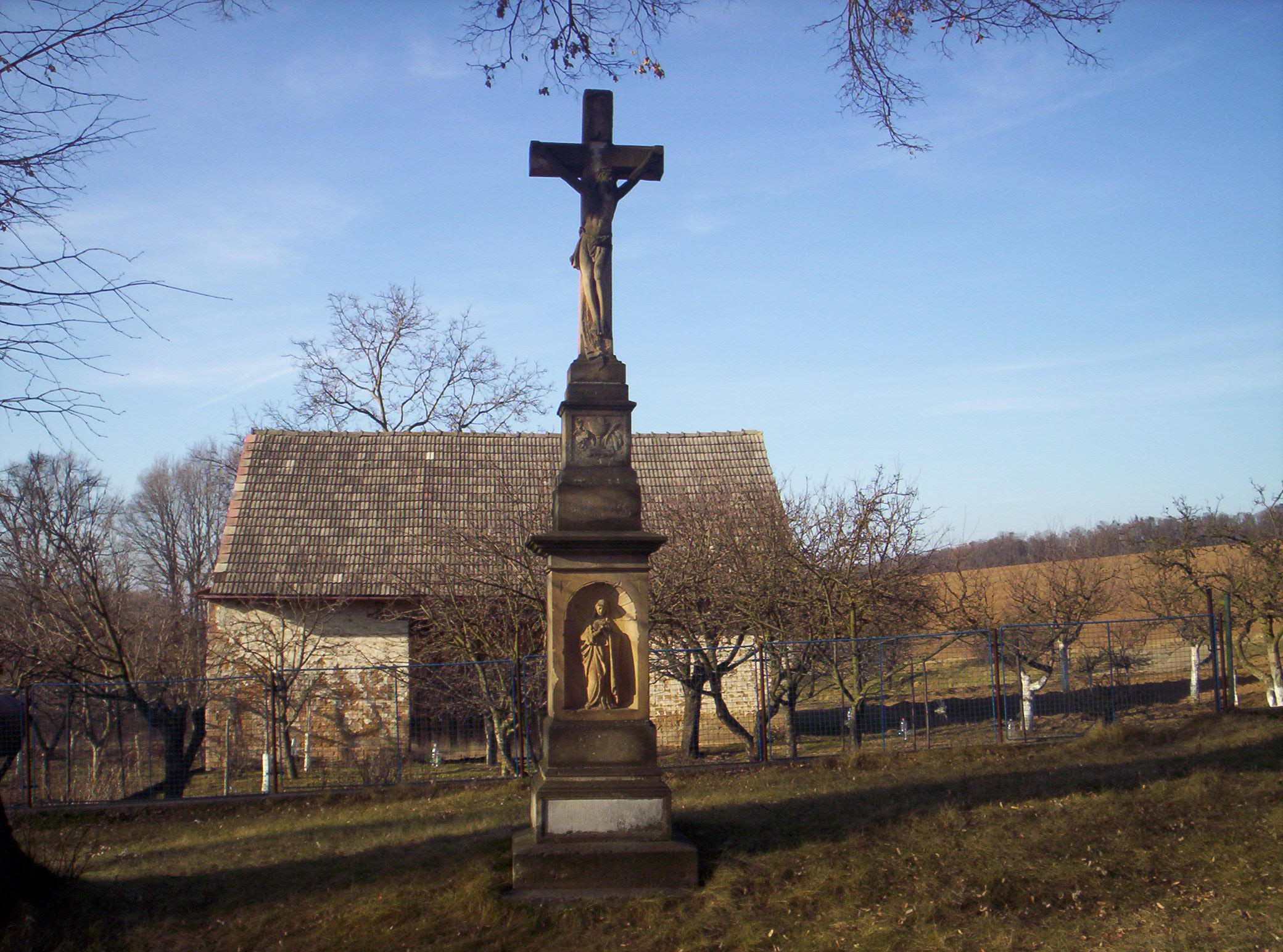
Kříž stojící na kraji vsi při bývalé cestě na Bajajku

Po druhé světové válce se rozběhl také pestrý kulturní život. Hrála se divadla, kabarety, promítaly se filmy, velmi často byly pořádány zábavy, při kterých hrála místní kapela. 10. ledna 1947 byl v obci založen místní hasičský sbor. Začátkem let padesátých došlo k založení JZD. Postupem času se začalo uvažovat o sloučení jak JZD, tak i MNV buď s Věžkami nebo Dřínovem. Na veřejné schůzi 8. března 1960 bylo hlasováním všech přítomných rozhodnuto o sloučení JZD i MNV obcí Vlčí Doly a Věžky. V roce 1965 byla vystavěna zvonice – kaplička na místě bývalé mlatevny Zapletalů. Je zasvěcena svaté Anně, na kterýžto den připadají ve vsi hody. Se sedmdesátými léty dvacátého století se počal postupně měnit i vzhled vesnice. Byly zaváženy zmoly přes dědinu i na Krajině. Bylo dobudováno výbojkové veřejné osvětlení, vydlážděny chodníky. Po úplném zavezení zmoly přes dědinu v osmdesátých letech byla tato osázena rozmanitými okrasnými keři a stromy a do jejího čela byl přemístěn pomník věnovaný padlým spoluobčanům v první světové válce, který nechali vystavět občané Vlčích Dolů v roce 1920. Rekonstrukcí prošly veškeré vozovky ve vsi a bylo postaveno nové kulturní zařízení na Krajině (chata).
V posledních letech[kdy?] došlo k celkové modernizaci vesnice. Vyrostla nová spojovací silnice z Vlčích Dolů do Věžek. Byl vybudován veřejný vodovod se sítí hydrantů a dokončena plynofikace vsi. Po položení telekomunikačního vedení a ukončení výkopových prací byly všechny vozovky ve vesnici opatřeny novým povrchem. Koncem roku 2007 bylo po mnoha dlouhých letech ukončeno vyvážení domovního a průmyslového odpadu na místní skládku – poslední úsek vitčická zmola, a tato poté prošla rekultivací. V rámci protipovodňových opatření byl v roce 2011 rekultivován i místní rybník, nad nímž po jeho zvětšení a prohloubení přibyly ještě dva menší mokřady. V roce 2013 bylo započato s rekonstrukcí místního kulturně-společenského stánku - „Chaty“. Budova byla opravena, kompletně zateplena, dostala nové vchodové dveře. Její okolí zkrášlilo v roce 2016 položení zámkové dlažby, výstavba venkovního zastřešení a zbudování nádherného dětského hřiště poblíž.
Vlčí Doly i dnes jsou nejmenší vesnicí na okrese co do rozlohy. Již od počátku dvacátého století se pozvolna vylidňují, nikdy zde nebylo ani dostatek pracovních příležitostí.

## Obyvatelstvo
Ke konci roku 2016 zde žilo celkem 69 obyvatel (i když osob hlášených k trvalému pobytu je 74) – 33 mužů, 26 žen, 10 dětí, z čehož je 36 pohlaví mužského a 33 pohlaví ženského. Zastoupení obou pohlaví je tedy téměř vyrovnané. V obci nežije žádná z národnostních menšin, dva občané se hlásí k národnosti slovenské.
| Rok            | 1869 | 1880 | 1890 | 1900 | 1910 | 1921 | 1930 | 1950 | 1961 | 1970 | 1980 | 1991 | 2001 | 2011 | 2021 |
| -------------- | ---- | ---- | ---- | ---- | ---- | ---- | ---- | ---- | ---- | ---- | ---- | ---- | ---- | ---- | ---- |
| Počet obyvatel | 219  | 213  | 224  | 223  | 218  | 222  | 239  | 190  | 193  | 172  | 139  | 77   | 60   | 63   | 73   |
| Počet domů     | 36   | 42   | 42   | 43   | 44   | 44   | 50   | 53   | 53   | 50   | 43   | 50   | 49   | 50   | 51   |

## Obecní správa
Při sčítání lidu v letech 1869–1950 Vlčí Doly byly samostatnou obcí v okrese Kroměříž. Od roku 1960 jsou částí obce Věžky v okrese Kroměříž.

## Osobnosti - rodáci
- Josef Šebestík (1809–1876) – římskokatolický kněz, čestný papežský komoří
- Bedřich Zelinka (8. listopadu 1889–26. července 1942) – místní politik, zemřel v Osvětimi
- Jaroslav Horák (1922–1994) – vinařský odborník a šlechtitel
- Jan Štěpánek (29. ledna 1938–14. října 2013) – sbormistr a pedagog, nositel Ceny Františka Lýska[7]